# Partridge Island (New Brunswick)
Partridge Island is een eiland in de monding van de haven van Saint John, New Brunswick, Canada.
Partridge Island, dat door de oorspronkelijke bewoners van Canada Quak'm'kagan'ik werd genoemd, is met de kust verbonden door een strekdam van ongeveer 1 kilometer lang, waarvan het andere einde ligt bij Negro Town Point in Saint John.
In 1785 werd op Partridge Island het eerste quarantaine-station van Noord-Amerika gevestigd. Met name in de jaren 1845-1847, tijdens de Ierse aardappelhongersnood, arriveerden er vele immigranten. Het station werd in 1942 opgeheven, waarna het eiland tot 1947 militair gebied was.
Sinds 1791 hebben op Partridge Island verschillende vuurtorens gestaan. De huidige dateert uit 1959.
In 1859 werd op het eiland de eerste misthoorn ter wereld opgesteld, een uitvinding van Robert Foulis.